# António de Noli
António de Noli (nascut en 1415 o possiblement en 1419 a Valleregia (Serra Riccò), Gènova - data i lloc de defunció desconeguts) va ser un noble i explorador italià del segle xv, distingit pel seu descobriment, en nom d'Enric el Navegant, d'algunes illes de Cap Verd, entre 1456-60, i per haver estat nomenat pel rei Afonso V primer governador de la primera colònia europea d'ultramar en l'Àfrica subsahariana. En la majoria dels llibres d'història o geografia, incloses cròniques antigues i enciclopèdies, se li esmenta com Antonio de Noli, així com en la informació oficial del Govern de Cap Verd o en articles sobre la història o referències de Cap Verd. A Itàlia se'l coneix també com Antonio da Noli i algunes vegades con Antoniotto Usodimare.

## Biografia
Antonio de Noli va néixer en una família patrícia a Gènova, Itàlia, com fan referència fonts antigues de l'època. Per exemple, l'historiador dels reis portuguesos, João de Barros, ja va afirmar en 1552 que Antonio Noli havia nascut a Gènova, i «de sang noble». Historiadors moderns i investigadors també mencionen Antonio Noli com a genovese o genoese, com per exemple, Dumoriez (1762), Thomas (1860), Hamilton (1975), Diffie i Winius (1977) o Irwin y Wilson (1999). També s'ha proposat que Antonio de Noli hauria nascut a Noli (Savona) a Itàlia.
A Gènova Antonio de Noli va ser oficial de la marina i va tenir educació com cartógrafo. Membres de la seva família havien figurat en governs anteriors de Gènova, com el cas de Giacomo de Noli, membre del Consell dels Dotze Ancians a la ciutat de Gènova durant el govern de Nicolás de Guarco en 1380, govern en el que també hivan participar els Fieschi. A mitjan segle xv, i amb motiu de les lluites polítiques entre les faccions de la noblesa, Fregoso i Adorno, disputant-se el govern de Gènova —i que van tenir conseqüències pels De Noli— els germans Antonio i Bartolomeo de Noli (advocat a Gènova), acompanyats pel fill d'aquest últim, Rafael, van salpar amb una petita esquadra de tres navilis rumb a Espanya i Portugal. A Portugal finalment van obtenir asil polític de l'Infant Enric d'Avis i Lancaster (Enric el Navegant), i una ocupació qualificada en el complex d'estudis geogràfics i oceanogràfics conegut com a Escola de Sagres, que fou fundat i dirigit per l'Infant De seguida Antonio es va comprometre en les exploracions en Ultramar d'Enrique el Navegant. Des de 1462 fins a 1496 va fundar i va ser el capità de Ribeira Grande (avui Cidade Velha), a l'extrem sud de l'illa de Santiago.
Es creu que la família de Noli tenia antigues arrels s «la petita ciutat i castell de Noli». Al segle xiv hi havia dues branques principals de la família Noli en el nord d'Itàlia, que compartien un origen pre-medieval a l'antic territori de Noli (província de Savona). Una branca es va establir a Gènova, Ligúria, i l'altra a Novara, Piemont, on els Noli («famiglia di signore») van habitar el Castell de Cameriano a principis del segle xv. També es va registrar que els membres de la família Noli establerts a Gènova van participar en el govern ja al segle xiii, com per exemple com a «Consigliere della Signoria» en 1261. En 1382 Giacomo de Noli (avantpassat del capità Antonio de Noli) va ser designat com a membre dels Dotze-Ancians del Consell de Génova («XII-Anziani del Comune») sota la direcció del duc Nicolás de Guarco. Quan Nicolas de Guarco es va fer càrrec de Gènova després dels Fregoso, en 1378, van ser «nomenats en càrrecs de confiança els nobles que havien estat descurats en les administracions anteriors», i per tant, també nomenà als Fieschi. La participació dels de Noli al govern de Guarco a Gènova, en aliança amb els Fieschi, tindria, anys després, conseqüències dramàtiques per a Antonio de Noli i el seu germà Bartolomeo. Aquelles primeres associacions polítiques forjades per de Noli a Gènova proporcionen una base útil per explicar tant la seva sortida forçada a l'exili a Portugal en 1447, així com les circumstàncies al voltant de la posterior repatriació dels seus descendents després d'algunes dècades, primer en Cesena i finalment de nou en la seva pàtria Gènova.

## Descobriments
Alguns antics documents històrics atribueixen a Antonio de Noli el descobriment d'illes de Cap Verd, suposadament «les antigues Hespèrides de Plini i Ptolemeu», d'acord con amb una carta règia (carta reial) del 19 de setembre de 1462, en que el rei Alfons V l'Africà el nomenà governador de Cap Verd. És incert que totes les illes de Cap Verd fossin descobertes per Antonio de Noli. Algunes de les illes s'esmenten en una carta de donació de data 3 de desembre de 1460, i la resta en l'esmentat del 19 de setembre de 1462. Noli va reclamar haver descobert el primer conjunt d'illes, mentre que el segon va ser possiblement trobat per Diogo Gomes. No obstant això els fets en qüestió estan mal registrats en els documents de l'època, una alternativa raonable seria que totes o algunes d'aquest segon conjunt d'illes fossin descobertes per Diogo Dias, Diogo Afonso i Alvise Cadamosto.
La carta real oficial de 29 d'octubre de 1462 afirma que va ser Diego Afonso, escrivà del rei, qui havia descobert les altres (passat) set illes que s'esmenten en la carta reial del 19 de setembre de 1462. Aquesta carta de 19 de setembre de 1462 garanteix totes les illes de Cap Verd a Ferran i les altres set illes són designades, però el descobridor no és citat. En aquesta carta el nom d'Antonio de Noli es dona com el descobridor de les primeres cinc illes, sent també la primera vegada que s'esmenta pel seu nom com el descobridor. La carta de 3 de desembre de 1460 va ser una concessió real a l'Infant Ferran el Sant després de la desaparició del seu germà Enric el Navegant en 1460.

## Descendents
El governador Antonio de Noli va tenir un fill, Simone, que el va acompanyar en les seves exploracions a Guinea i que posteriorment va tornar a Itàlia establint-se a Cesena (regió d'Emília Romanya, veïna a la Ligúria genovesa), i una filla (Donya Branca de Aguiar) que va romandre a Cap Verd. En 1476, en ser ocupades les illes de Cap Verd per forces de Castella durant la Guerra de Successió de Castella, l'italià Antonio de Noli va romandre com a governador de Cap Verd sota bandera castellana. Arran del Tractat d'Alcaçovas i del restabliment del domini portuguès a les illes, el rei portuguès va mantenir Antonio de Noli com a governador però el seu mandat va ser limitat. La governació de les illes va recaure en 1497 en la filla de Noli, Branca, que s'havia casat amb el noble portuguès Dom Jorge Correia de Sousa, fidalgo da casa real). D'aquesta manera, la seva filla Branca va poder mantenir-se com a aparent hereva al govern de la Colònia de Cap Verd, per condició del rei, però solament com a esposa d'un noble portuguès, una mesura presa per la Corona en part per assegurar-se el comandament militar portuguès de les illes en l'eventualitat de noves guerres amb Castella, i en part per assegurar la transferència del domini a mans portugueses de les plantacions de sucre i cotó propietat dels De Noli i obtingudes en els seus orígens sota la forma jurídica de lord-propietor.
A partir d'aquest moment, del parador d'Antonio Noli —incloent a la seva desaparició o la localització del seu fill i descendents, o de la seva fortuna (així com del seu germà Bartolomeo o nebot Rafael)— no hi ha registres ni a Portugal, Cap Verd o Espanya. Els Noli en aquest moment (1497) seguien tenint prohibit per raons polítiques el retorn a Itàlia via Gènova.
En 2008 es va trobar a la Biblioteca Malatestiana a Cesena, Itàlia, diversos manuscrits que indiquen la presència de la família de Noli a Cesena a la fi de mil quatre-cents, i no abans. Entre els manuscrits de la Biblioteca Malatestiana es van trobar també dos documents separats que representen l'escut d'armes de la família Noli. En un d'aquests manuscrits s'escriu sota l'escut d'armes Noli «Famiglia Noli oriounda». La referència a "oriünda" significa en aquest context "no de Cesena", per la qual cosa "ve d'un territori exterior". La primera entrada dels Noli en els manuscrits de Cesena es refereix a "Simone de Antonio Noli Biondi", el que indica —d'acord amb la denominació de la praxi al moment— que Antonio Noli era el seu pare. Més tard, i amb el nom de Simone de Noli Biondi se l'esmenta en un altre manuscrit com a membre del Consell de Cesena (Consiglio di Cesena) en 1505. La mateixa posició es menciona en anys posteriors de dos altres descendents de Noli, Antonio Noli de Tregga rotta en 1552 i Antonio de Noli Biondi en 1556. Aquest Antonio de Noli cessà com a membre del Consell de Cesena en 1558 i després d'això s'informà en un manuscrit Malatestiana de la família de Noli com a "extinta" a Cesena. No obstant això, pocs anys després descendents d'un Antonio de Noli, apareixen una altra vegada vivint al nord de Gènova (Valleregia, Serra Ricco). El primer registre dels de Noli en el llibre de família de la parròquia Valleregia del període va tenir lloc en 1586. Les entrades mostren els noms d'Antonio de Noli, Bartolomé, Simone, Rafael, i altres noms coneguts utilitzats en la generació anterior del navegant Antonio de Noli i els seus descendents. Els descendents de la família de Noli es van establir de nou en el llogaret de Noli al nord de Gènova (La frazione di Noli al comune di Serra Ricco). Com la majoria de les famílies de Noli amb ascendència de Ligúria, l'escut d'armes de la família d'Antonio de Noli i els seus descendents porta els colors vermell i blanc de l'antiga ciutat de Noli, Gènova i Savona.

## Trívia
Durant la Segona Guerra Mundial, un destructor italià va ser nomenat Antonio da Noli. Es va enfonsar després de xocar contra una mina prop de la costa de Còrsega el 9 de setembre de 1943, el dia després de la rendició italiana als aliats.